# Gabriel García Hernández
Gabriel García Hernández (nacido el 16 de febrero de 1974 en Salamanca, Guanajuato) es un futbolista mexicano retirado que jugaba en la posición de centro delantero. Jugó para el Club Deportivo Guadalajara y Monarcas Morelia. Apodado El Gaby García

## Trayectoria
Debutó el 28 de marzo de 1993 en un partido entre Chivas y Pumas de la UNAM en el Estadio Jalisco, cuyo marcador fue de 3-1 a favor del Guadalajara y en el que marcó el primer gol para lograr el triunfo. 2-1 marcado en minuto 58. Surgido de las fuerzas básicas, García permaneció en Chivas durante 8 temporadas, logrando un título de liga en el Verano 1997.
Su temporada más exitosa como goleador fue el Torneo Invierno 96, en el que marcó 13 goles, sólo dos menos que el máximo goleador de esa temporada, el español Carlos Muñoz centro delantero del Puebla FC. Marcó un doblete en los partidos contra América (5-0), Morelia (4-1) y Monterrey (3-1).
En el siguiente Torneo Verano 97, García ganó el campeonato con Chivas, pero solo pudo marcar tres goles esa temporada una disminución importante de efectividad comparado con la temporada anterior.
En el invierno de 1998 es contratado por Monarcas Morelia, donde trabajó en dos etapas hasta el verano de 2002 y en donde jugaría por otras seis temporadas. Mientras tanto, jugó en el club Alacranes de Durango de Segunda División durante todo el año calendario 2000. Luego de su paso por Morelia, jugó en los clubes de Segunda división, Cruz Azul Hidalgo y Trotamundos Tijuana. 
Para el año 2003, fue contratado y también jugó en el Real Club Deportivo España, con quien ganó el campeonato de fútbol de la Primera División de Honduras en el Apertura 2003. 
Hoy García dirige una escuela de fútbol (Escuela de Chivas Salamanca) en nombre de su antiguo club Chivas Guadalajara en Salamanca, Guanajuato, donde García ha vivido desde pequeño.

## Estadísticas

### Clubes
La siguiente tabla detalla los encuentros disputados y los goles marcados en los clubes en los que ha militado.
| C.D. Guadalajara · México | 1.ª                 | 1992/93             | 4   | 2  | -  | - | - | - | 4   | 2  |
| C.D. Guadalajara · México | 1.ª                 | 1993/94             | 8   | 2  | -  | - | - | - | 8   | 2  |
| C.D. Guadalajara · México | 1.ª                 | 1994/95             | 4   | 1  | 1  | 0 | - | - | 5   | 1  |
| C.D. Guadalajara · México | 1.ª                 | 1995/96             | 2   | 0  | 0  | 0 | - | - | 2   | 0  |
| C.D. Guadalajara · México | 1.ª                 | 1996/97             | 37  | 16 | 11 | 7 | 2 | 0 | 51  | 23 |
| C.D. Guadalajara · México | 1.ª                 | 1997/98             | 16  | 0  | -  | - | 4 | 0 | 20  | 0  |
| C.D. Guadalajara · México | 1.ª                 | Total               | 71  | 21 | 12 | 7 | 6 | 0 | 89  | 28 |
| Monarcas Morelia · México | 1.ª                 | 1998/99             | 29  | 1  | -  | - | - | - | 29  | 1  |
| Monarcas Morelia · México | 1.ª                 | 1999                | 5   | 0  | -  | - | - | - | 5   | 0  |
| Monarcas Morelia · México | 1.ª                 | 2001                | 8   | 0  | -  | - | - | - | 8   | 0  |
| Monarcas Morelia · México | 1.ª                 | 2001/02             | 15  | 1  | 2  | 0 | 2 | 0 | 17  | 1  |
| Monarcas Morelia · México | 1.ª                 | Total               | 57  | 2  | 2  | 0 | 2 | 0 | 61  | 2  |
| Nacional Tijuana · México | 2.ª                 | 2000                | 26  | 15 | -  | - | - | - | 26  | 15 |
| Nacional Tijuana · México | 2.ª                 | Total               | 26  | 15 | -  | - | - | - | 26  | 15 |
| Cruz Azul Hidalgo · México | 2.ª                 | 2003                | 6   | 1  | -  | - | - | - | 6   | 1  |
| Cruz Azul Hidalgo · México | 2.ª                 | Total               | 6   | 1  | -  | - | - | - | 6   | 1  |
| Trotamundos Tijuana · México | 2.ª                 | 2004                | 8   | 1  | -  | - | - | - | 8   | 1  |
| Trotamundos Tijuana · México | 2.ª                 | Total               | 8   | 1  | -  | - | - | - | 8   | 1  |
| Total en su carrera | Total en su carrera | Total en su carrera | 168 | 40 | 14 | 7 | 8 | 0 | 190 | 47 |
| (1)Incluye datos de la Primera División 'A' (2003-2004) y la Primera División (1992-2002) (2)Incluye datos de la Copa México (1994-1997) (3)Incluye datos de la Pre-Libertadores (1998 y 2002), Concacaf Liga de Campeones (1997), Copa Libertadores (1998 y 2002) |                     |                     |     |    |    |   |   |   |     |    |